# آلگاروه
آلگاروه (به پرتغالی: Algarve) یک منطقه در پرتغال است که در جنوب پرتغال واقع شده‌است.

## خصوصیات
الگاروه  ۴۵۱٬۰۰۶ نفر جمعیت دارد.

## نگارخانه

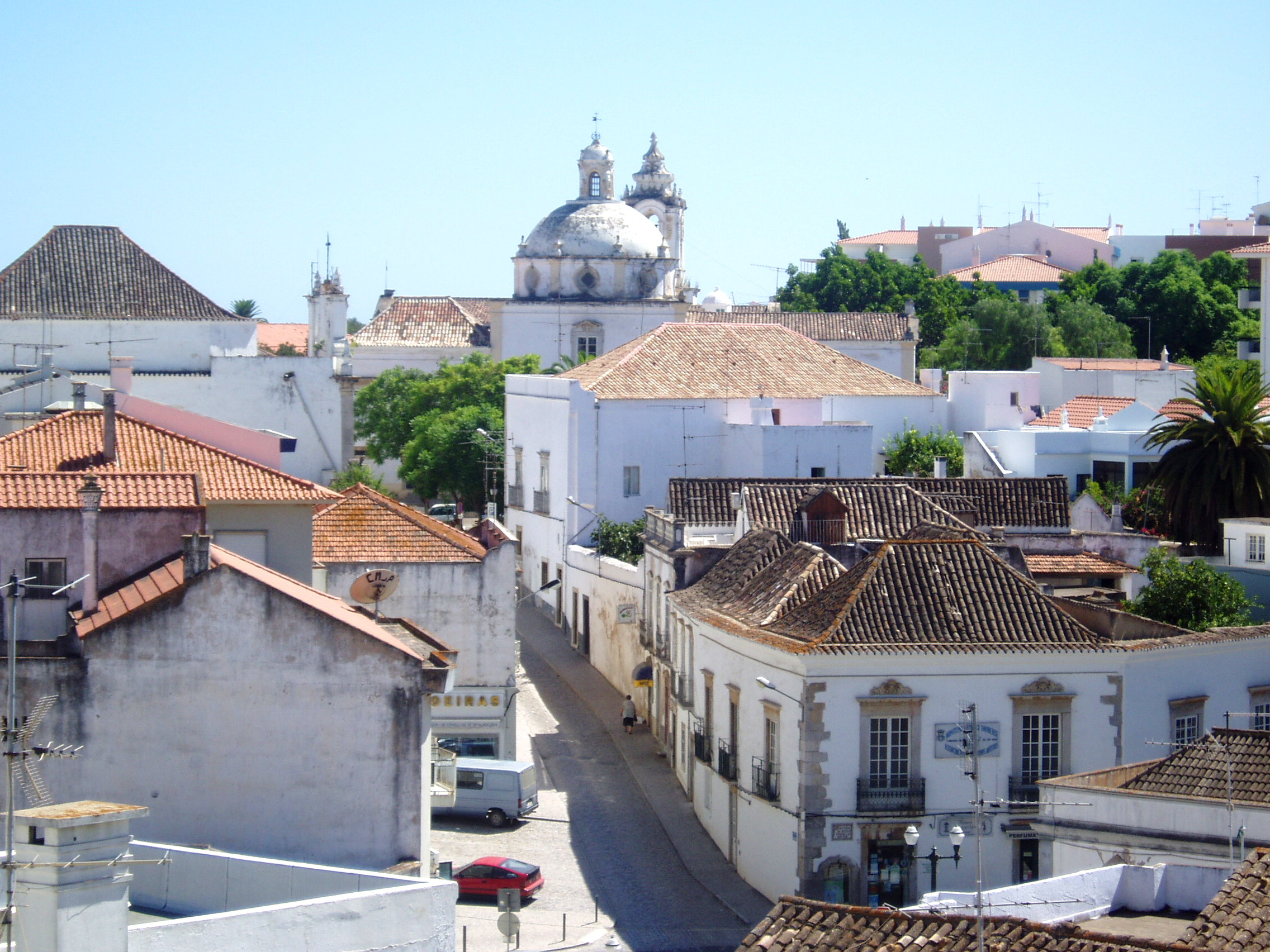
تاویرا
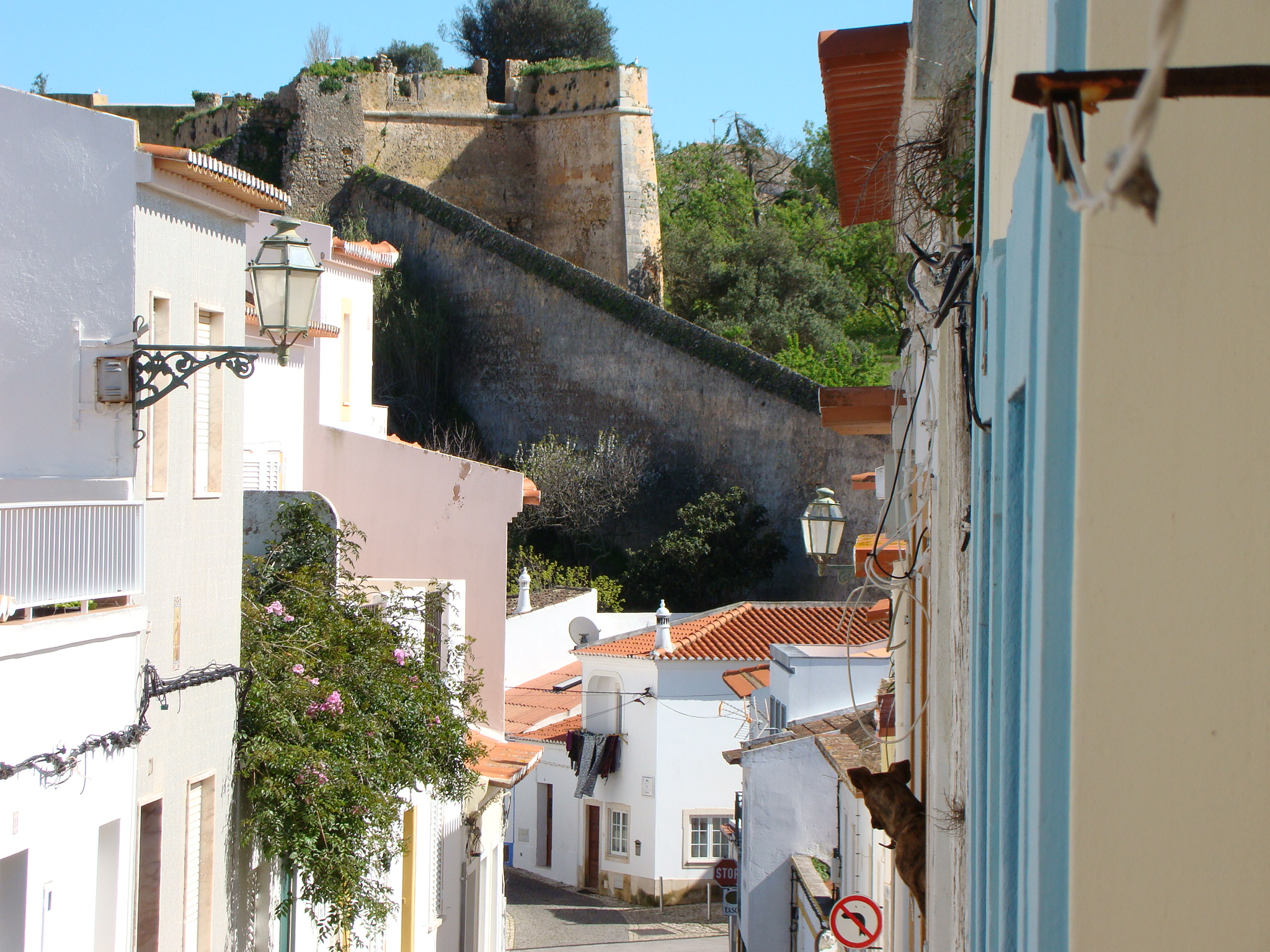
مرکز تاریخی لاگوس
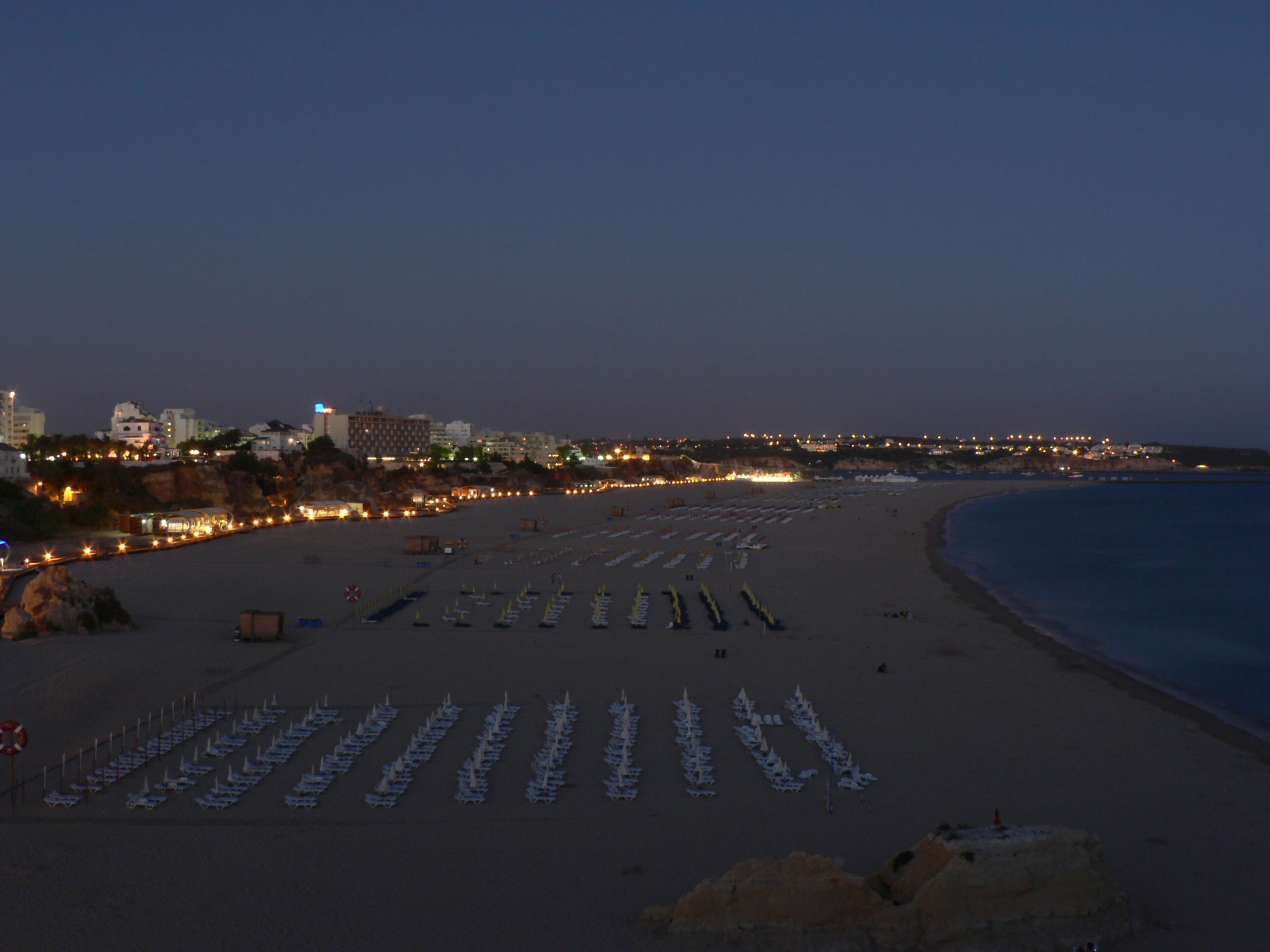
پرتیمانو در شب
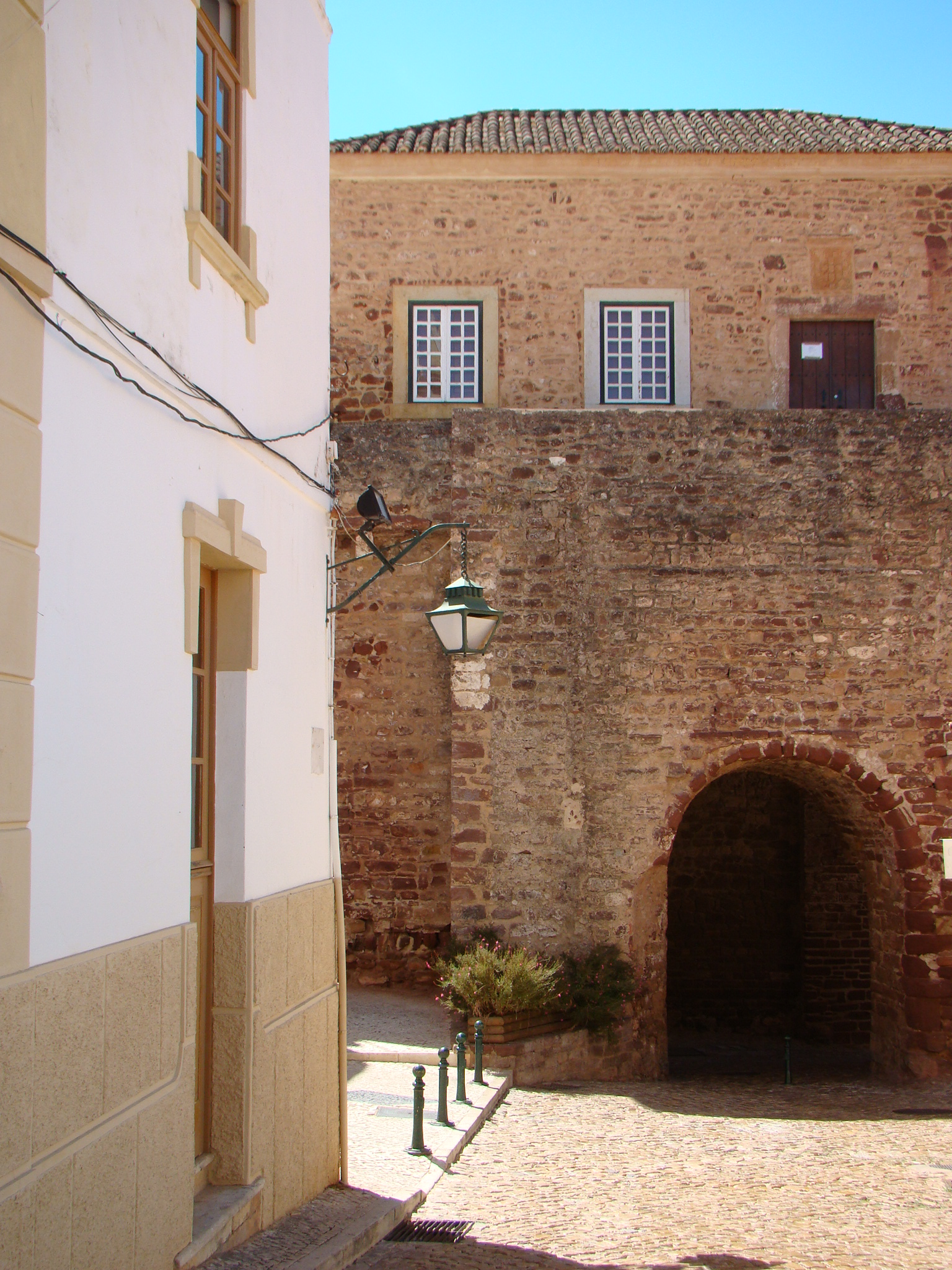
خیابانی در سیلوس
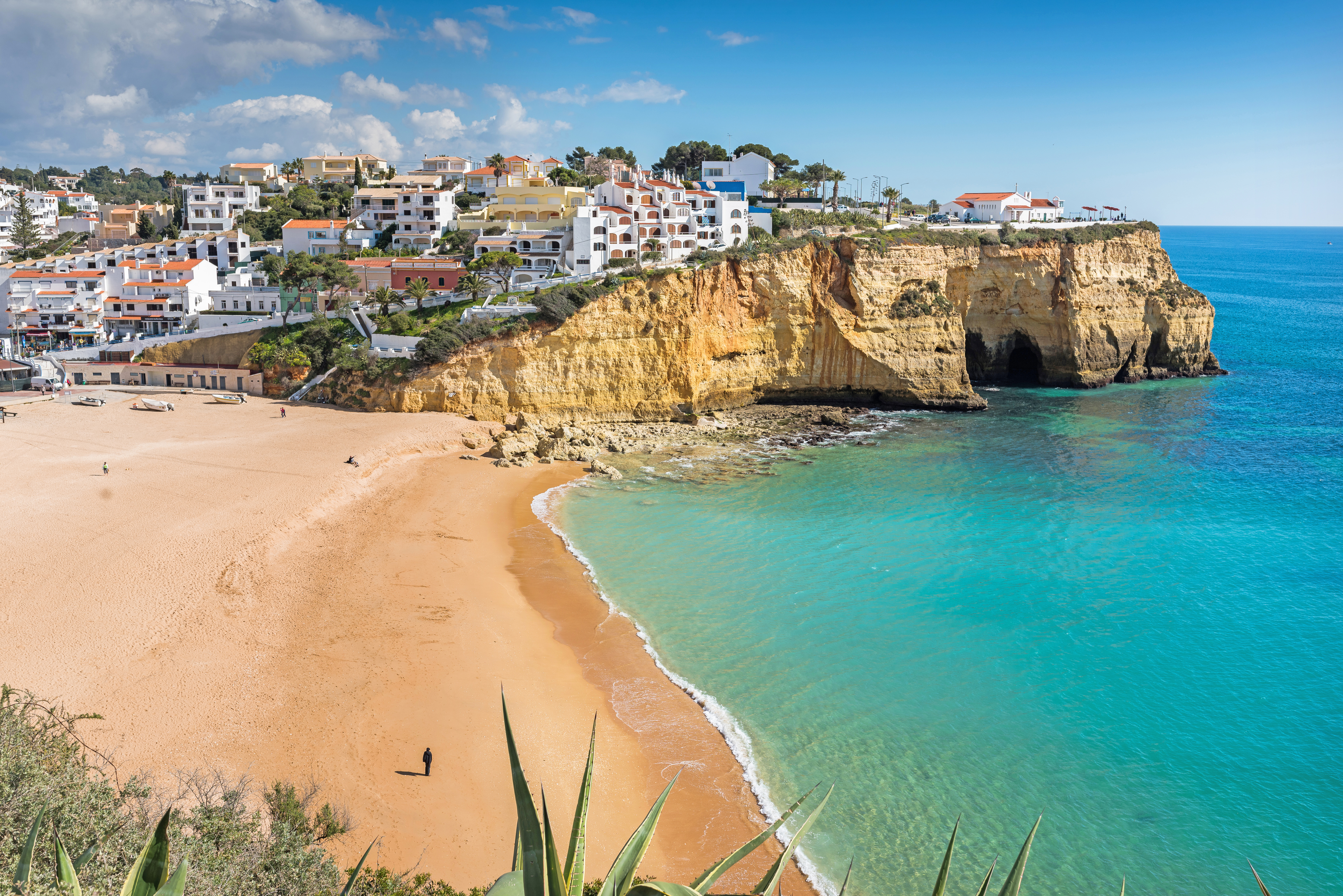
نمایی از کارووئیرو
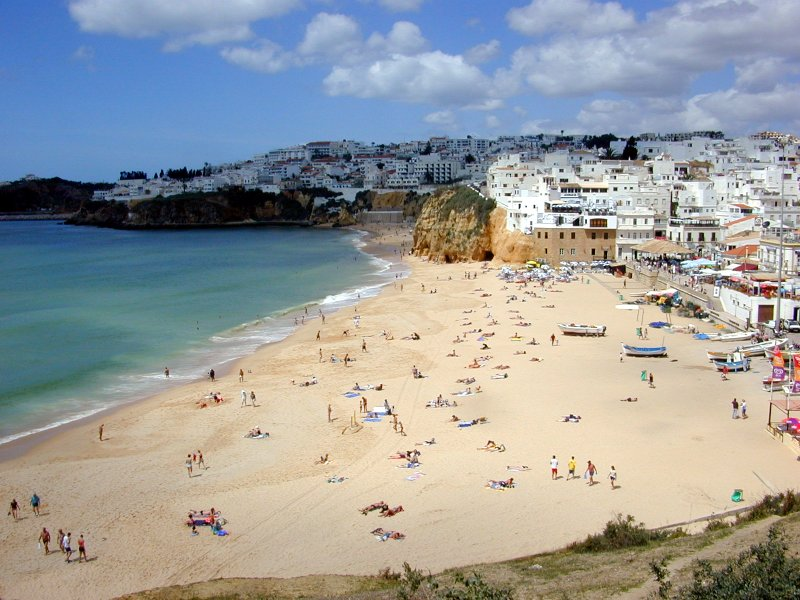
سواحل آلبوفیرا
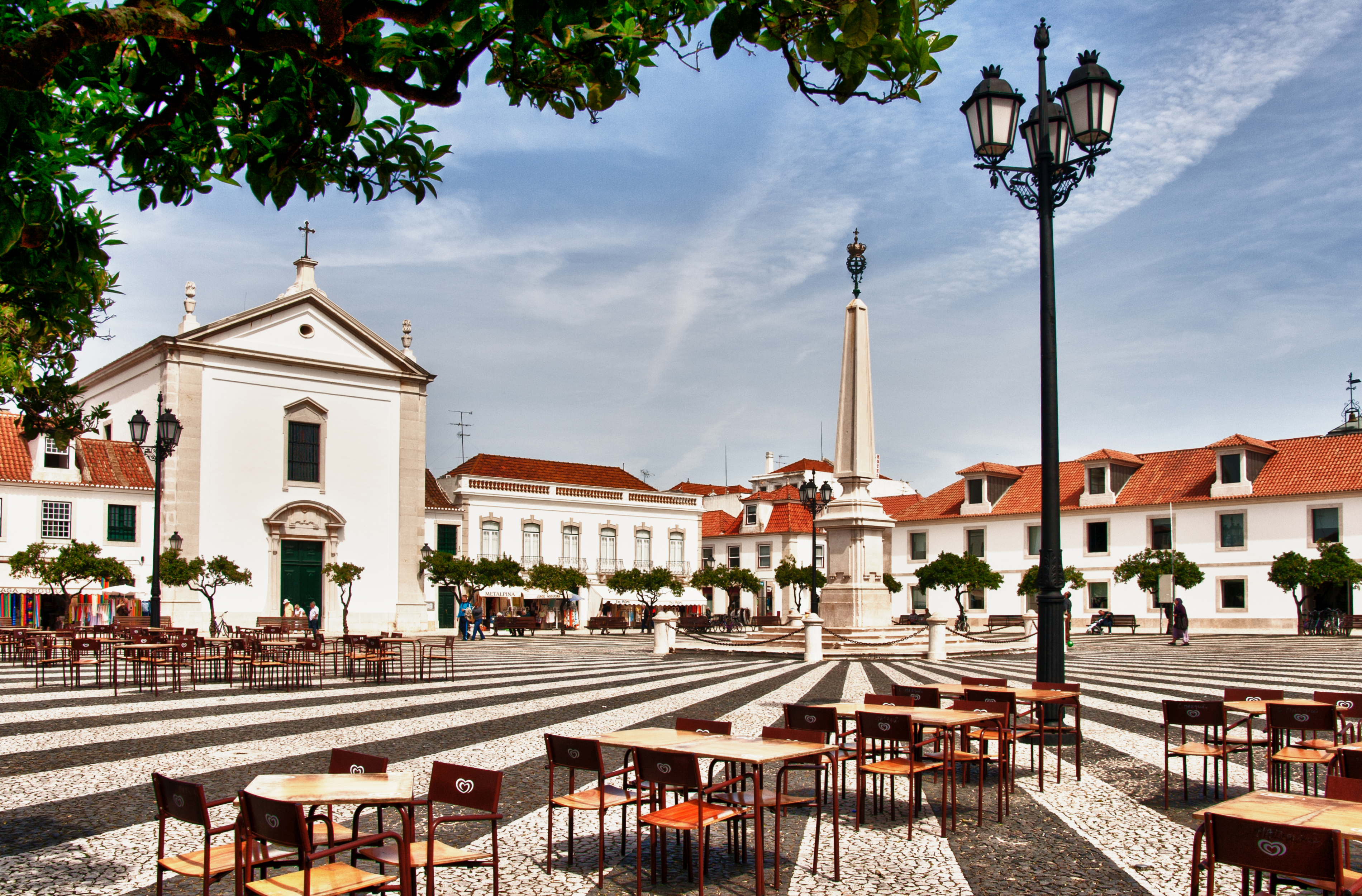
شهر ویلا رئال دسانتو آنتونیو
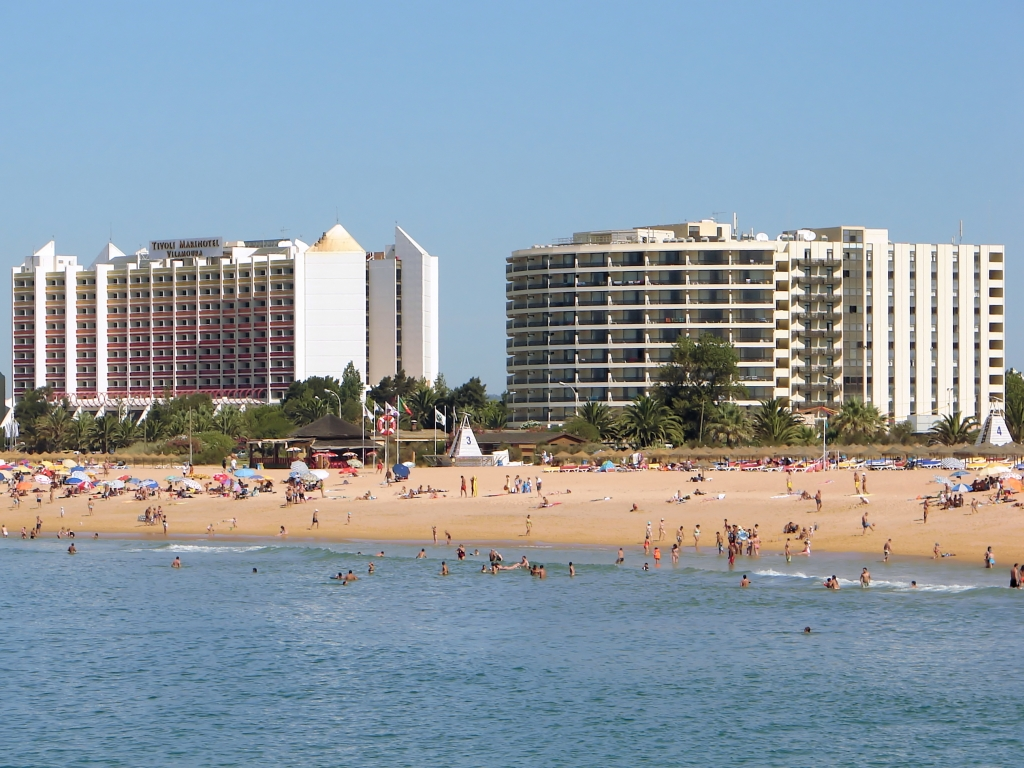
Marina beach in Vilamoura
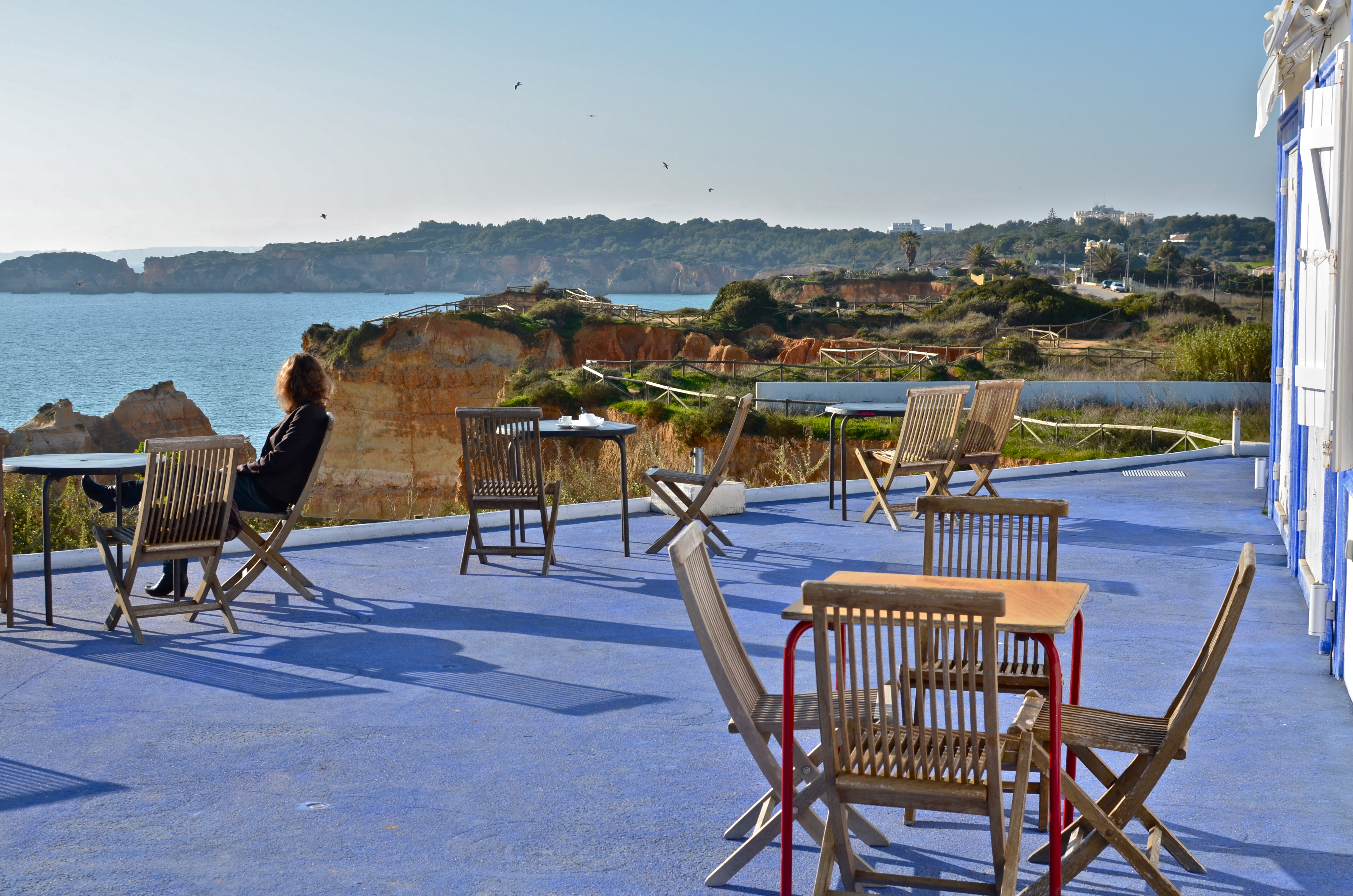
Typical view of the Algarve coast
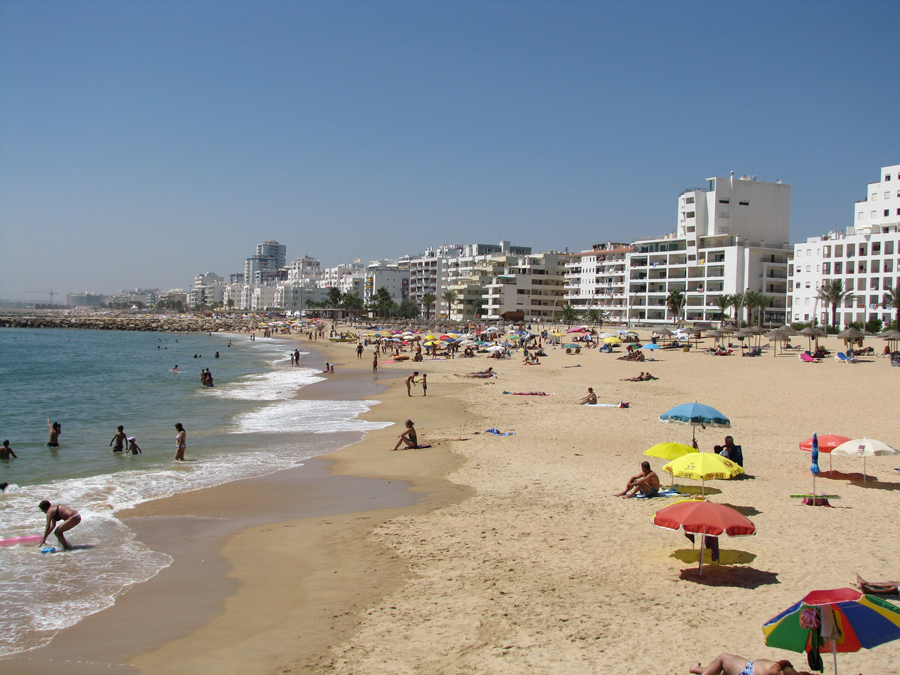
سواحل کوارتیرا
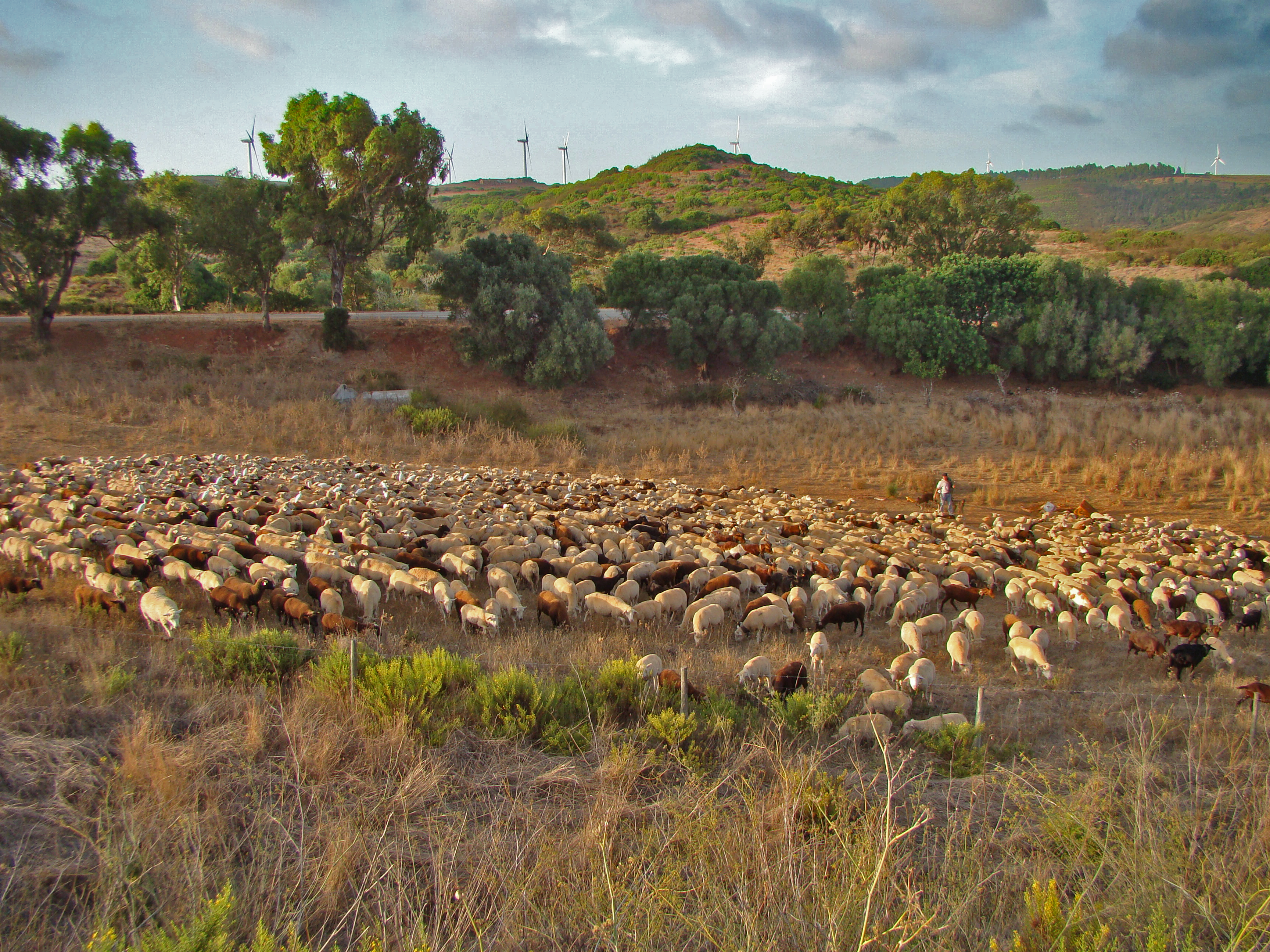
چوپان و گوسفندان در نزدیکی لاگوس
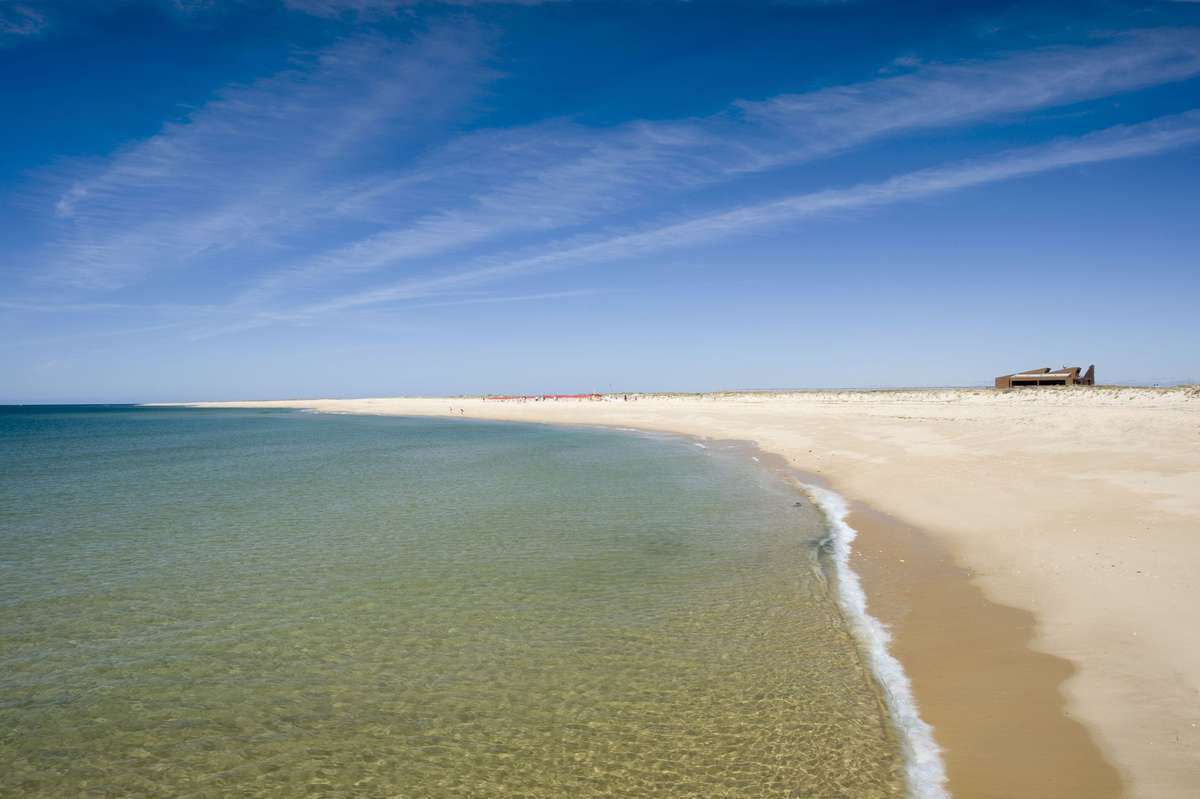
جزیره‌ای در نزدیکی فارو
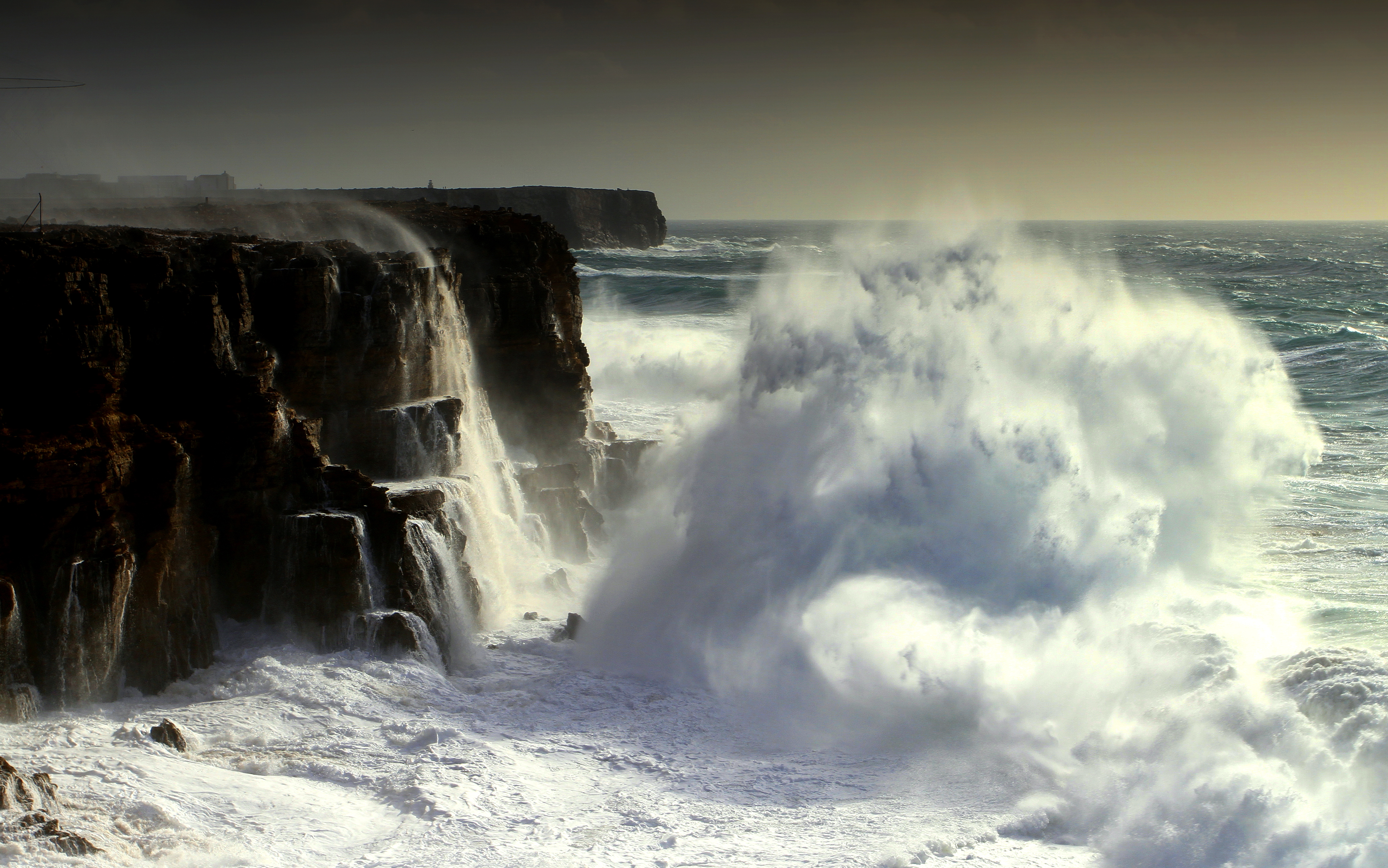
Sagres Point, in the extreme of Continental Portugal
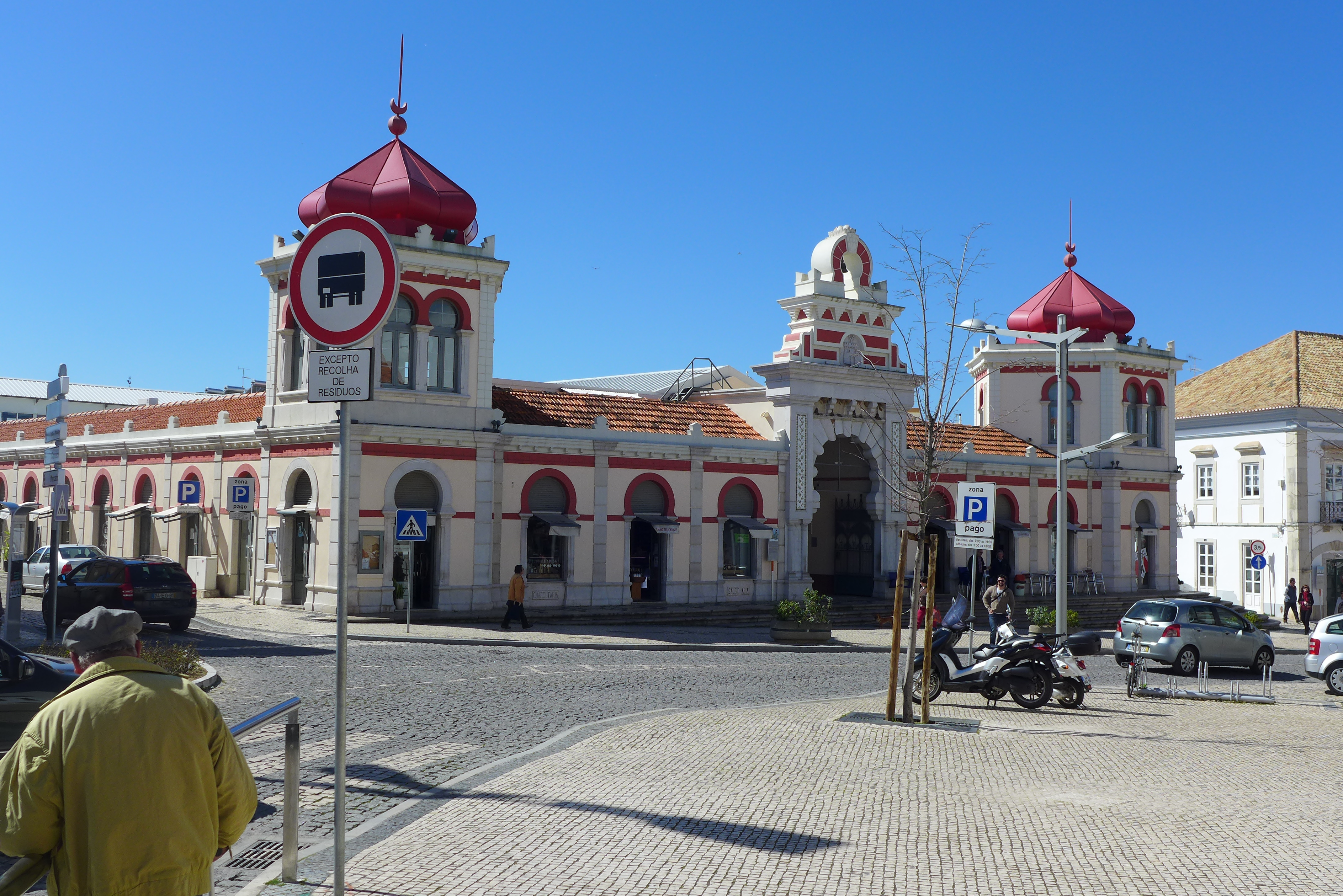
مرکز خرید لوله
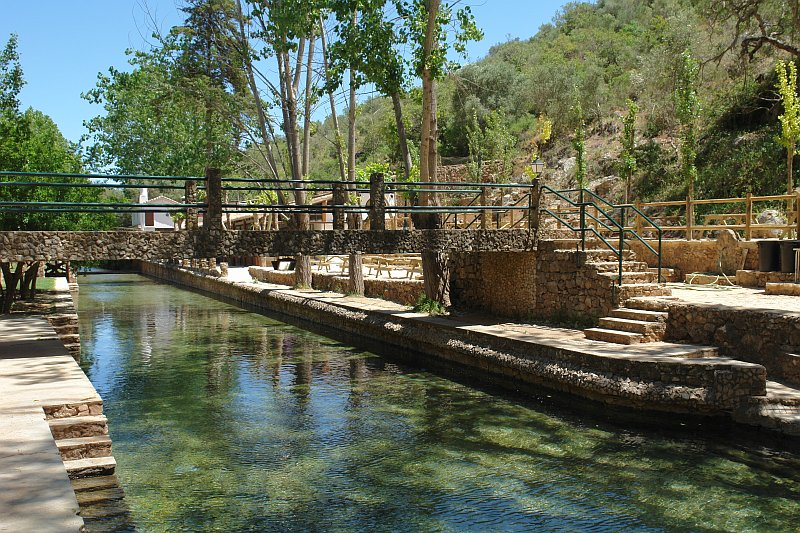
یک چشمه باتلاق در آلته
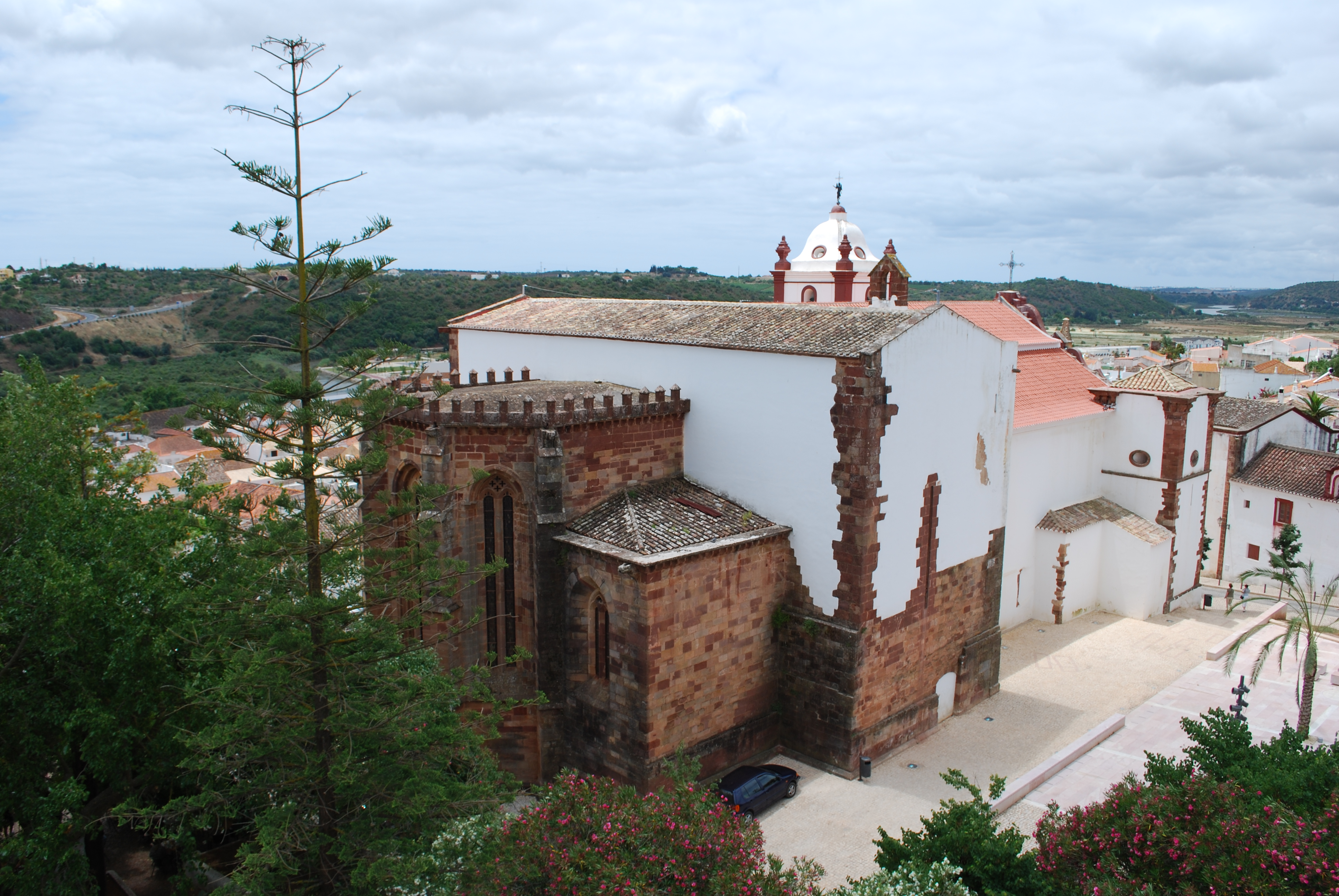
یک کلیسا در سیلوس
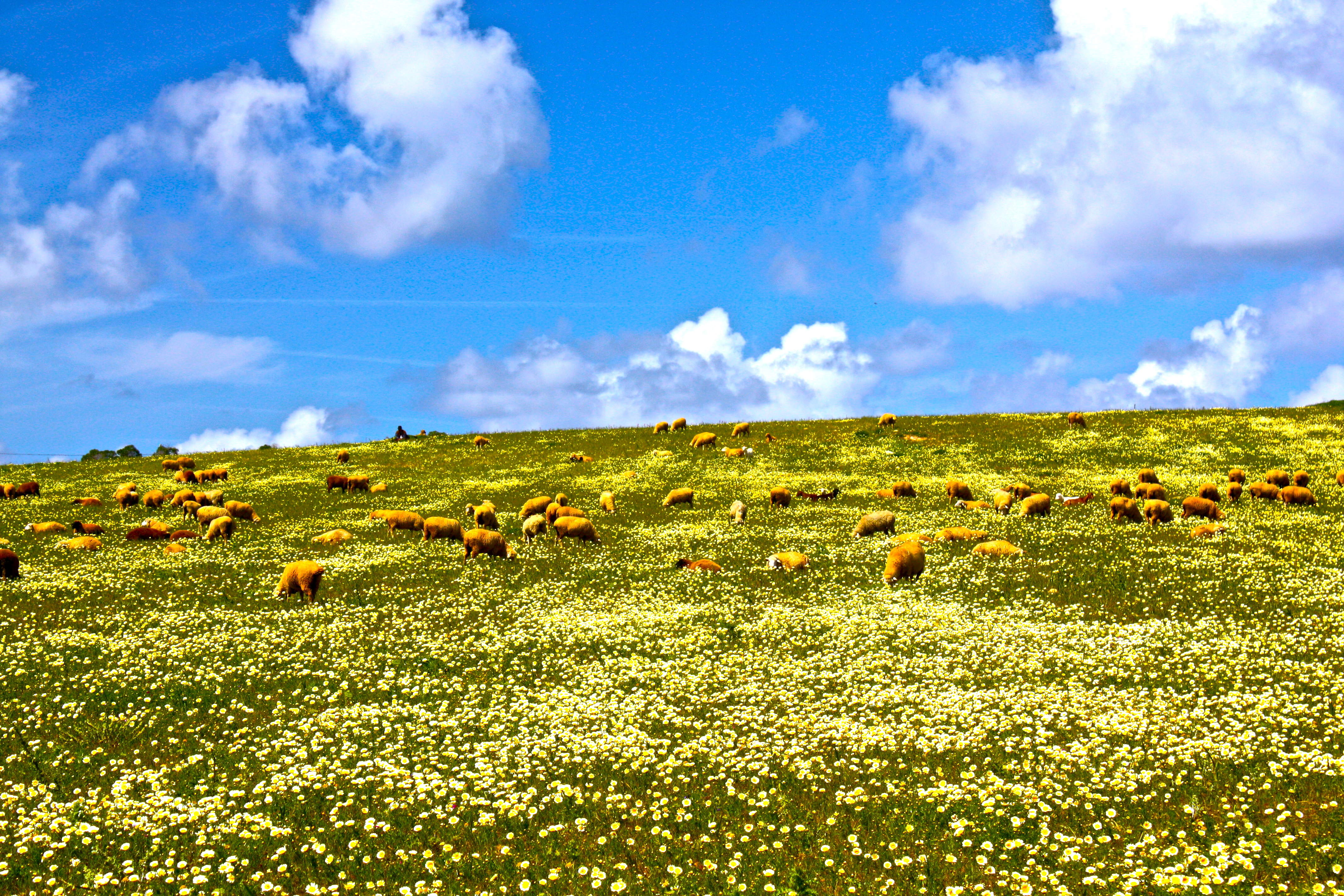
مراتع الگاروه